# Burgas-Halbinsel
Die Burgas-Halbinsel (bulgarisch полуостров Бургас poluostrow Burgas) ist eine 10,5 km lange Halbinsel der Livingston-Insel im Archipel der Südlichen Shetlandinseln. Sie bildet den südöstlichen Ausläufer der Insel und erstreckt sich in ostnordöstlicher Richtung bis zum Renier Point. Im Norden wird sie durch die Bruix Cove und die Moon Bay begrenzt, nach Südsüdosten durch die Bransfieldstraße. Dominiert wird die Halbinsel vom Delchev Ridge der Tangra Mountains.
Britische Wissenschaftler kartierten sie 1968, argentinische 1980. Die bulgarische Kommission für Antarktische Geographische Namen benannte die Halbinsel 2002 nach der Stadt Burgas im Osten Bulgariens.